# فريد طومسون باوربانك
فريد طومسون باوربانك (بالإنجليزية: Fred Thompson Bowerbank)‏‏ (30 أبريل 1880 - 1960 ) طبيب، وجراح من نيوزيلندا.

## الجوائز
- الصليب العسكري
- فارس قائد رتبة الإمبراطورية البريطانية